# Pulo Awe
Pulo Awe is een bestuurslaag in het regentschap Bireuen van de provincie Atjeh, Indonesië. Pulo Awe telt 499 inwoners (volkstelling 2010).